# Шарада

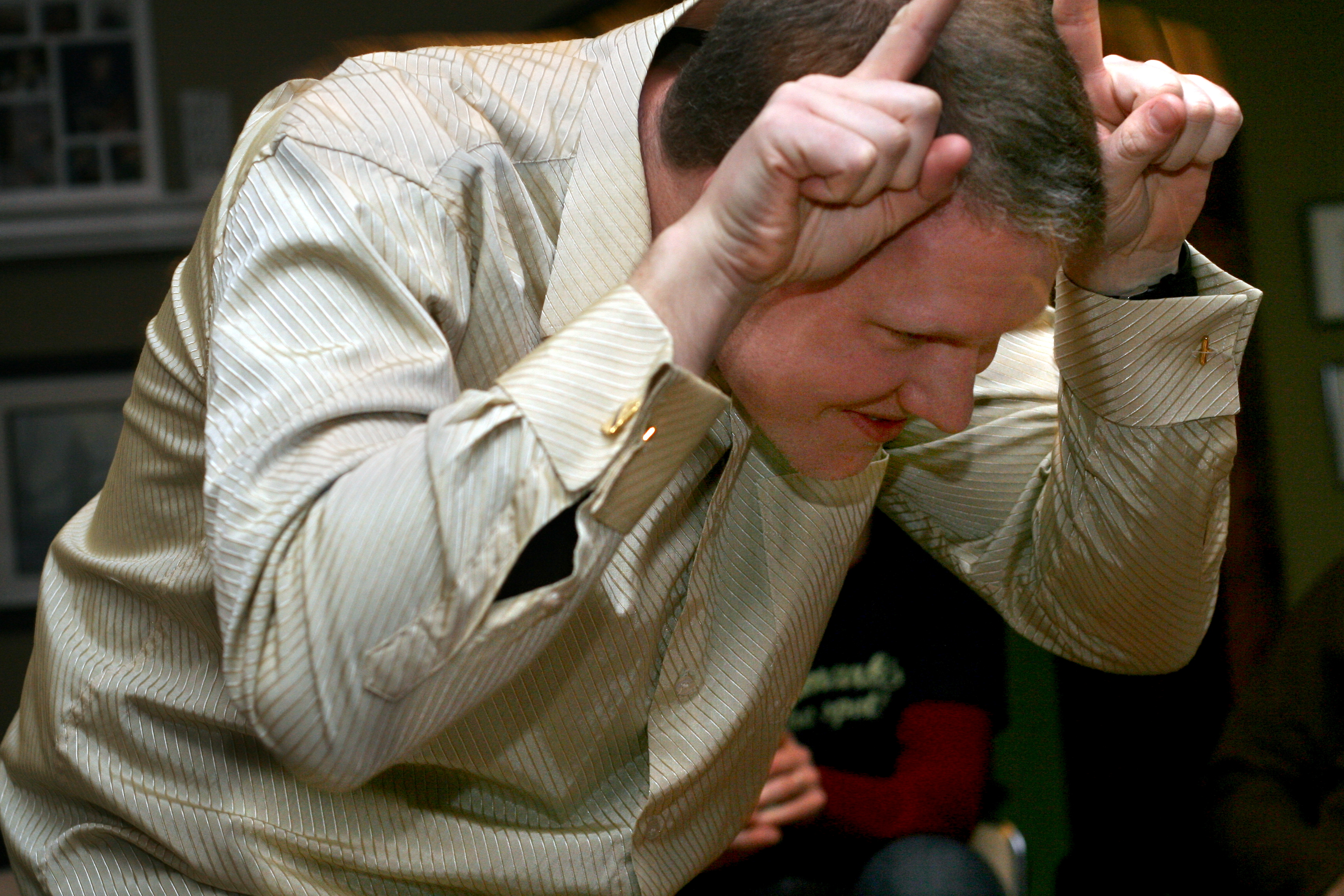
Чоловік зображає рогату тварину в грі в шаради

Шарада (фр. charade — «бесіда») — салонна гра, суть якої в тому, щоб відгадати слово за інсценованими підказками.
Початково шарадою називали поетичний твір-загадку, що пропонувала відгадати слово чи вираз. Вважається, що розгадування шарад сприяє розумовому розвитку та активізації мовного поля під незвичним, асоціативним кутом зору. Цей жанр поезії здавна використовувався з дидактичною метою, викликав інтерес у літературі бароко, авангардизму тощо.
Приклад шаради — вірш Дмитра Білоуса:
Одне — сніп по обмолоті

На покрівлю хати.

Інше — жінка, а точніше —

Материна мати.

Коли взяти кожне слово,

Поєднати те і те,

Буде квітка, що весною 

Жовтим цвітом зацвіте.

Що це таке? (Кульбаба).
Рукопис підготовленого до набору збірника мовних розваг "Шаради" Володимира Денисенка налічує 873 загадки, в яких понад 2800 слів (із друкованих джерел інформації) потрібно буде розгадати за поданими означеннями, а в передмові наводиться історія виникнення, поширення шарад та їх різновиди.